# Верхня Біленька (річка)
Верхня Біленька — річка в Луганській області, Україні, права притока Сіверського Дінця. Басейн Сіверського Дінця. Використовується на зрошення, господарсько-побутові потреби.
Довжина - 24 км, похил - 3,7 м/км, площа басейну - 219 км².
Бере початок поблизу селища Миколаївка Луганської області. Тече через смт Вовчоярівку і місто Лисичанськ, впадає у Свіерський Донець за 429 км. від гирла. Координати гирла
Ліва притока — річка Жушма, над якою розташована західна частина Миколаїви - колишнє село Мала Миколаївка[джерело?].
Річка забруднена природними солями ще у витоку, позаяк протікає через природні поклади хлоридних солей та приймає в себе надто засолені стоки шахтних вод ПАО «Лисичанськвугілля» та «Лисичанського желатинового заводу».